# المنطقة الوسطى (إسرائيل)
المنطقة الوسطى (بالعبرية: מחוז המרכז) هي منطقة إدارية إسرائيلية مركزها مدينة الرملة. وتعد واحدة من 6 مناطق إدارية (ألوية) إسرائيلية منذ حرب 1948 في فلسطين التاريخية. المناطق الأخرى هي: لواء الشمال ولواء حيفا ولواء تل أبيب ولواء القدس ولواء الجنوب.

## مدن اللواء
بعد حرب 1948 وأثنائها، أقدمت إسرائيل على مصادرة وتدمير عشرات البلدات والقرى الفلسطينية في هذه المنطقة، وتهجير أهلها من معظمها. وقد أقامت مدن جديدة على أنقاض تلك البلدات المهجرة وفي مناطق أخرى كانت سابقا مستوطنات يهودية لإستيعاب المهاجرين اليهود إلى فلسطين. إلاّ أن هناك بعض من المدن والقرى لا تزال تحوي نسبة كبيرة من الفلسطينيين الذين بقوا في أرضهم بعد النكبة، وهم عرب 48. ويقع أكبر مطار في إسرائيل وهو مطار بن غوريون الدولي ضمن هذه اللواء، وتحديدا في مدينة اللد، حيث كان يدعى «مطار اللد» قبل النكبة.
حاليا، من الناحية الإدارية هناك عدد من المدن في هذا اللواء، منها ما هو مختلط - حيث كانت ذات أغلبية عربية قبل النكبة، ومنها ما أنشأته إسرائيل بعد حرب 1948 أو قبلها، وهي ذات غالبية يهودية ساحقة من المهاجرين.
| المدن                                                                          | الجالس الإقليمية |
| ------------------------------------------------------------------------------ | --- |
| - الرملة - اللد - الطيبة - الطيرة - قلنسوة - كفر قاسم - يفني (يبنة قبل النكبة) | - كفار سابا (كفر سابا قبل النكبة) - نتانيا (أم خالد قبل النكبة) - بتاح تكفا (ملبس قبل النكبة) - نيس زيونا - روش هاعين - ريشون لتسيون - جفعات شموئيل - رحوفوت - رعنانا - موديعين-مكابيم-ريعوت - هود هشارون - يهود-مونوسون (العباسية/ أو اليهودية قبل النكبة) |

## البلدات والقرى
يتكون هذا اللواء أيضا من 22 مجلس محلي و12 مجلس إقليمي تضم الكثير من القرى والبلدات الصغيرة منها: جلجولية وغيرها.

## أعلام
- شمعون أفيدان